# Équipe de Suède féminine de handball aux Jeux olympiques d'été de 2016
Cet article relate le parcours de l'Équipe de Suède féminine de handball aux Jeux olympiques d'été de 2016, organisé au Brésil. Il s'agit de la 3e participation de la Suède aux Jeux olympiques.
Les Suédoises sont sèchement écartées en quart de finale par la Norvège 20 à 33.

## Résultats

### Poule B
|   | Équipe       | Pts | J | G | N | P | Bp  | Bc  | Diff |
| - | ------------ | --- | - | - | - | - | --- | --- | ---- |
| 1 | Russie       | 10  | 5 | 5 | 0 | 0 | 165 | 147 | 18   |
| 2 | France       | 8   | 5 | 4 | 0 | 1 | 118 | 93  | 25   |
| 3 | Suède        | 5   | 5 | 2 | 1 | 2 | 150 | 141 | 9    |
| 4 | Pays-Bas     | 4   | 5 | 1 | 2 | 2 | 135 | 135 | 0    |
| 5 | Corée du Sud | 3   | 5 | 1 | 1 | 3 | 130 | 136 | -6   |
| 6 | Argentine    | 0   | 5 | 0 | 0 | 5 | 101 | 147 | -46  |

|  | Qualifié pour les quarts de finale                                                                                     |
|  | Éliminé |
|  | Pts points ; J joués ; G victoires ; N nuls ; P défaites BP buts marqués ; BC buts encaissés ; Diff différence de buts |

| 6 août 2016 21 h 50 | Suède    | 31 - 21  | Argentine | Future Arena, Rio de Janeiro Affluence : 6 575 Arbitrage : Coulibaly, Diabaté |
| 6 août 2016 21 h 50 | Hagman 6 | (13 - 9) | Mendoza 5 | Future Arena, Rio de Janeiro Affluence : 6 575 Arbitrage : Coulibaly, Diabaté |
| 6 août 2016 21 h 50 | ×3 ×5    | Rapport  | ×1 ×6     | Future Arena, Rio de Janeiro Affluence : 6 575 Arbitrage : Coulibaly, Diabaté |

| 8 août 2016 9 h 30 | Corée du Sud | 28 - 31   | Suède    | Future Arena, Rio de Janeiro Affluence : 3 875 Arbitrage : Røen, Arntsen |
| 8 août 2016 9 h 30 | Woo 7        | (15 - 16) | Hagman 7 | Future Arena, Rio de Janeiro Affluence : 3 875 Arbitrage : Røen, Arntsen |
| 8 août 2016 9 h 30 | ×4 ×3        | Rapport   | ×4 ×5    | Future Arena, Rio de Janeiro Affluence : 3 875 Arbitrage : Røen, Arntsen |

| 10 août 2016 14 h 40 | Russie                    | 36 - 34   | Suède      | Future Arena, Rio de Janeiro Affluence : 5 681 Arbitrage : Pinto, Menezes |
| 10 août 2016 14 h 40 | Bobrovnikova, Dmitrieva 6 | (15 - 18) | Gulldén 11 | Future Arena, Rio de Janeiro Affluence : 5 681 Arbitrage : Pinto, Menezes |
| 10 août 2016 14 h 40 | ×4 ×3 ×1                  | Rapport   | ×3 ×6 ×1   | Future Arena, Rio de Janeiro Affluence : 5 681 Arbitrage : Pinto, Menezes |

| 12 août 2016 11 h 30 | Suède     | 29 - 29   | Pays-Bas    | Future Arena, Rio de Janeiro Affluence : 5 958 Arbitrage : Alpaidze, Berezkina |
| 12 août 2016 11 h 30 | Hagman 14 | (16 - 13) | Malestein 5 | Future Arena, Rio de Janeiro Affluence : 5 958 Arbitrage : Alpaidze, Berezkina |
| 12 août 2016 11 h 30 | ×3        | Rapport   | ×2 ×1       | Future Arena, Rio de Janeiro Affluence : 5 958 Arbitrage : Alpaidze, Berezkina |

| 14 août 2016 11 h 30 | Suède     | 25 - 27   | France      | Future Arena, Rio de Janeiro Affluence : 5 108 Arbitrage : Røen, Arntsen |
| 14 août 2016 11 h 30 | Roberts 8 | (13 - 15) | Lacrabère 8 | Future Arena, Rio de Janeiro Affluence : 5 108 Arbitrage : Røen, Arntsen |
| 14 août 2016 11 h 30 | ×2        | Rapport   | ×4 ×1       | Future Arena, Rio de Janeiro Affluence : 5 108 Arbitrage : Røen, Arntsen |

### Quart de finale
| 16 août 2016 17 h 00 | Norvège   | 33 - 20  | Suède     | Future Arena, Rio de Janeiro Arbitrage : Charlotte et Julie Bonaventura |
| 16 août 2016 17 h 00 | Oftedal 6 | (19 - 7) | Gulldén 9 | Future Arena, Rio de Janeiro Arbitrage : Charlotte et Julie Bonaventura |
| 16 août 2016 17 h 00 | ×2 ×1     | Rapport  | ×3 ×1     | Future Arena, Rio de Janeiro Arbitrage : Charlotte et Julie Bonaventura |